# SOCOM (Computerspielreihe)
SOCOM ist eine Computerspielserie des japanischen Konsolenherstellers und Publishers Sony Computer Entertainment, der die Marke für seine PlayStation-Produktfamilie verlegt.

## Beschreibung
Sämtliche Ableger der SOCOM-Reihe sind taktische Shooter in Echtzeit, die aus einer Third-Person-Perspektive wiedergegeben werden. Der Titel leitet sich ab vom United States Special Operations Command (SOCOM), einer übergreifenden Kommandoeinrichtung aller militärischen Spezialeinheiten der USA. Im Spiel übernimmt der Spieler den Befehl über eine Einsatzgruppe der United States Navy SEALs, mit denen er über die Welt verstreut verschiedene Geheimmissionen durchführt, zum Beispiel im Kampf gegen Terroristen und Rebellentruppen.
Der erste Titel SOCOM: U.S. Navy SEALs wurde vom US-amerikanischen Entwicklerstudio Zipper Interactive konzipiert und 2002 für die PlayStation 2 veröffentlicht. 2006 wurde Zipper von Sony übernommen. Von 2002 bis zu ihrer Schließung durch den Mutterkonzern 2012 entwickelte die Firma sechs weitere Serienableger für die Konsolen PlayStation 2, PlayStation 3 und PlayStation Portable. Drei weitere Titel zwischen 2007 und 2010 wurden von dem unabhängigen kanadischen Entwicklerstudio Slant Six Games hergestellt.

## Spiele
| Titel                                            | Veröffentlicht | Entwickler         | Plattform            |
| ------------------------------------------------ | -------------- | ------------------ | -------------------- |
| SOCOM: U.S. Navy SEALs                           | 27. Aug. 2002  | Zipper Interactive | PlayStation 2        |
| SOCOM 2: U.S. Navy SEALs                         | 5. Nov. 2003   | Zipper Interactive | PlayStation 2        |
| SOCOM: U.S. Navy SEALs Fireteam Bravo            | 8. Nov. 2005   | Zipper Interactive | PlayStation Portable |
| SOCOM 3: U.S. Navy SEALs                         | 11. Okt. 2005  | Zipper Interactive | PlayStation 2        |
| SOCOM: U.S. Navy SEALs Fireteam Bravo 2          | 6. Nov. 2006   | Zipper Interactive | PlayStation Portable |
| SOCOM: U.S. Navy SEALs Tactical Strike           | 6. Nov. 2007   | Slant Six Games    | PlayStation Portable |
| SOCOM: U.S. Navy SEALs Combined Assault          | 7. Nov. 2006   | Zipper Interactive | PlayStation 2        |
| SOCOM: U.S. Navy SEALs Confrontation             | 14. Okt. 2008  | Slant Six Games    | PlayStation 3        |
| SOCOM: U.S. Navy SEALs Fireteam Bravo 3          | 16. Feb. 2010  | Slant Six Games    | PlayStation Portable |
| SOCOM 4: U.S. Navy SEALs / SOCOM: Special Forces | 19. Apr. 2011  | Zipper Interactive | PlayStation 3        |